# Черкасская, Елена Львовна
Еле́на Льво́вна Черка́сская (8 июня 1937, Москва — 12 ноября 2001) — солистка балета Большого театра, тренер и хореограф фигурного катания.

## Биография
По окончании Московского хореографического училища (педагог Суламифь Мессерер), с 1956 по 1980 — в Большом театре. Совершенствовалась под руководством Елизаветы Павловны Гердт, работала с Мариной Тимофеевной Семёновой, занималась в классе Асафа Мессерера.
Умерла 12 ноября 2001 года от рака поджелудочной железы.

## Репертуар в театре
- «Лебединое озеро», Лев Иванов, Асаф Мессерер, Пётр Чайковский — Невеста, 3 лебедя, Pas de trois
- «Бахчисарайский фонтан», Ростислав Захаров, Борис Асафьев — Колокольчики
- «Дон Кихот», Мариус Петипа, А. А. Горский, Людвиг Минкус — Три Дриады, Жуанита
- «Конёк-Горбунок», А. И. Радунский, Родион Щедрин — Птицы
- «Жизель», Мариус Петипа, Адольф Адан — Подруга
- «Паганини», Леонид Лавровский, Сергей Рахманинов — Муза
- «Скрябиниана», Касьян Голейзовский, Александр Скрябин — Три настроения
- «Лейли и Меджнун», Касьян Голейзовский, С. А. Баласанян — Лейли
- «Любовью за любовь» на музыку Тихона Хренникова, балетмейстер-постановщик Вера Боккадоро

Съёмки
- В 1964 году Елена Черкасская снималась в фильме-балете, посвящённому Араму Хачатуряну[2].

## Балет и фигурное катание
Елена Львовна Черкасская — педагог, передавала свои знания и делилась постановками. Возобновила номера из балета Голейзовского «Скрябиниана».
В фигурном катании, вместе со своей близкой подругой Ириной Родниной она проработала как хореограф более 23 лет, затем уже работала как тренер с американской одиночницей Анжелой Никодинов, (Сезон 2000—2001). Тренировала призёра чемпионатов мира и Олимпийских игр Николь Бобек

«Я не автор программы и вообще не тренер Анжелы. Это стечение обстоятельств, что приехала с ней в Санкт-Петербург. К сожалению, обстоятельств трагических. Последние несколько лет с Анжелой работала моя подруга Елена Черкасская. Недавно она умерла от рака. Даже врачи говорили, что она проживёт дольше. Анжелка была ей родной. И на любовь отвечала любовью. Случившееся оказалось сильным ударом… О смерти Черкасской я узнала на соревнованиях в Германии. Очень тяжело близких людей терять. Особенно так — быстро и неожиданно. Ведь ещё в начале сентября Лена ездила на Игры доброй воли в Австралию. За шесть недель сгорела…»— Ирина Роднина

## Ученики Елены Черкасской в фигурном катании
Олимпийские чемпионы:
- Марина Климова
- Сергей Пономаренко

Чемпионы мира:
- Мишель Кван
- Радка Коваржикова
- Рене Новотны

Медалисты чемпионатов мира:
- Николь Бобек
- Шэ-Линн Бурн
- Виктор Краатц
- Анжела Никодинов, американская фигуристка. На чемпионате мира в Ванкувере заняла пятое место.

## Память
В октябре 2003 года состоялась премьера спектакля «Смешанные чувства», режиссёра и мужа Елены Черкасской, Леонида Трушкина.

## Награды
- Медаль «За трудовую доблесть» (25 мая 1976 года) — за заслуги в развитии советского музыкального и хореографического искусства и в связи с 200-летием Государственного академического Большого театра СССР[6].